# Сличко Віктор Іванович
Ві́ктор Іва́нович Сличко — солдат, Державна прикордонна служба України.

## Життєпис
Закінчив ЗОШ, Виноградівський технікум, технік-електрик.
У часі війни мобілізований, з 21 серпня 2014-го — на блокпосту поблизу населеного пункту Курахівка Донецької області, потім ніс службу в Мар'янівці. Під час виконання одного із завдань з побратимами втрапив у засідку терористів, більшість благополучно вибралися. 22 грудня 2014-го куля вцілила Віктору в щелепу, роздробила та вийшла через рот, пошкодивши зуби, знепритомнів. Товариші евакуювали його під обстрілом. Прооперований, переніс кілька операцій, на лікування односельці збирали кошти. За його оздоровленням слідкує дружина Ганна Федорівна.

## Нагороди
За особисту мужність і героїзм, виявлені у захисті державного суверенітету та територіальної цілісності України, вірність військовій присязі під час російсько-української війни
- нагороджений орденом «За мужність» III ступеня (26.2.2015).